# Youra
Youra est un prénom épicène.
Il est notamment utilisé comme diminutif du prénom slave Youri ou Yuri (en russe : Юрий). Il correspond à Georges et Georgette.
Ce prénom est porté par exemple par :
- Youra Livchitz ;
- Youra Eshaya ;
- Youra Guller.